# Samsung Galaxy S7
El Samsung Galaxy S7 es un teléfono inteligente de gama alta hecho por Samsung Electronics. El dispositivo móvil fue presentado en el Mobile World Congress 2016 en Barcelona, España, junto a su modelo hermano, el Samsung Galaxy S7 Edge. Ambos móviles son los sucesores del Galaxy S6 y del Galaxy S6 Edge, respectivamente. Están disponibles desde el 11 de marzo de 2016 en varios países.
En su fecha de lanzamiento, la grabación de vídeo a fps altos tenía problemas tanto con Exynos como con Snapdragon. Una actualización de firmware reparó el problema.

## Características

### Resistencia al agua
El Samsung Galaxy S7 integra la resistencia al agua y al polvo (IP68) sin que haya que sacrificar diseño o dimensiones.

### Pantalla
El Galaxy S7 sigue siendo un modelo compacto que aprovecha muy bien las dimensiones, especialmente la versión "flat" con sus 5,1 pulgadas, increíblemente delgado, ligero y con un tacto de gran acabado.

#### Always On Display
La tecnología Always On Display se está expandiendo en los topes de gama. Samsung lo ha integrado a lo grande en sus nuevos Galaxy S7 y S7 Edge. Su panel Super AMOLED está todo el tiempo encendido y por ello las notificaciones, hora, calendario o incluso algún dibujo pueden permanecer todo el tiempo activos, aunque son por ahora meros paneles informativos. La tecnología Always On es la evolución del Air gesture en el Galaxy S4 y S5.

### Cámara
Con la cámara con más sensor y menos millones de píxeles (a diferencia de su predecesor Samsung Galaxy S6, este terminal equipa con solo 12MP de cámara), Samsung ha conseguido que estos sean más grandes y puedan captar más luz individualmente. Si le unimos la lente más luminosa de un teléfono inteligente hasta la fecha, f1.7, material hay para pensar que estamos ante una de las mejores cámaras con poca luz. El enfoque, que ya era rápido en la generación anterior, se ha mejorado con un sistema de detección de fase avanzado donde todos y cada uno de los píxeles se encarga de esa labor, y no solo como algunos hasta ahora.

## Características de sus predecesores
El dispositivo Samsung Galaxy S7 incluye características que se han mantenido desde sus predecesores.
- Sensor de frecuencia cardiaca (desde Samsung Galaxy S5 hasta Samsung Galaxy S10).
- Sensor de huellas dactilares (desde Samsung Galaxy S5 hasta ahora).
- Modo de una mano (desde Samsung Galaxy S5 hasta ahora).
- Multiventana (desde Samsung Galaxy S3 hasta ahora).
- Smart Stay (desde Samsung Galaxy S3 hasta ahora).
- Sensor de huella dactilar (desde Samsung Galaxy S5 hasta ahora).
- Chip NFC (desde Samsung Galaxy SII hasta ahora).
- Capa de personalización TouchWiz (desde Samsung Galaxy S hasta ahora).
- Funciones Edge únicamente en la variante Samsung Galaxy S7 Edge (desde el Samsung Galaxy S6 Edge).

## Características perdidas
El Samsung Galaxy S7 perdió varias características a diferencia de su antecesor Samsung Galaxy S6 / Edge, lo cual perdió varios usuarios pero no afectó al público general:

### Transmisor de infrarrojo
El control remoto universal fue añadido desde Samsung Galaxy S4 y Samsung Galaxy Note 3, esta característica fue eliminada desde Samsung Galaxy S6 Edge+ y Samsung Galaxy Note 5 y ahora el Samsung Galaxy S7 y Samsung Galaxy Note 7 no lo tiene.

### FuncionesSmart
Samsung se ha caracterizado por colocar funciones Smart en sus terminales S y Note aunque el público general no las ha usado o conoce, algunas de estas se han perdido:
- Smart Pause
- Smart Rotation
- Smart Scroll

## Otras características

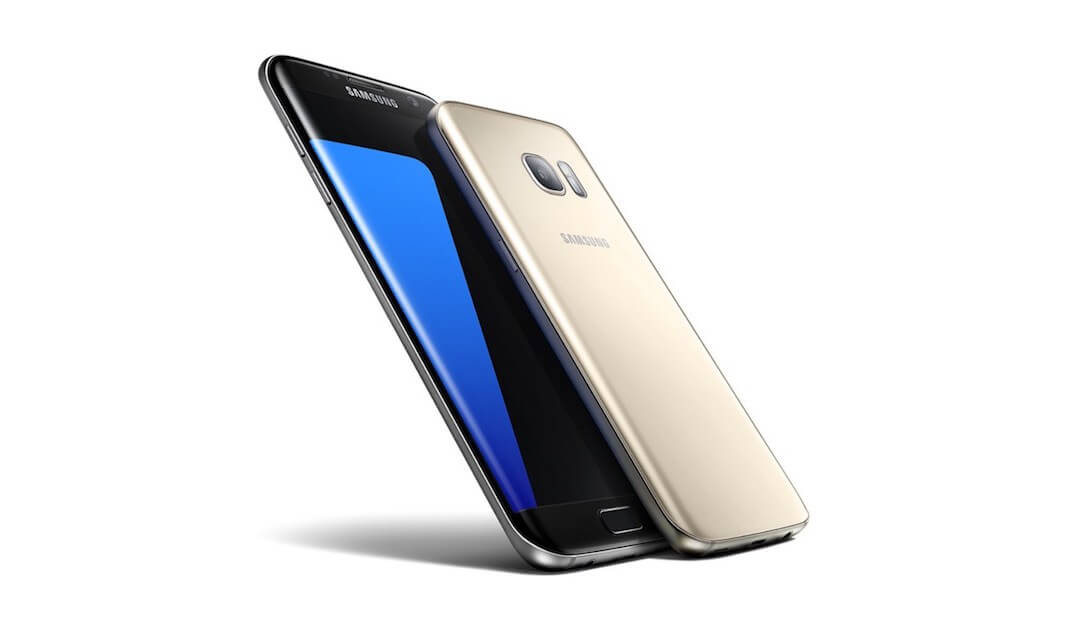
Samsung Galaxy s7

Viene con un procesador Exynos octa 8890 y Qualcomm Snapdragon 820 (En otros países), con Android 6.0.1 Marshmallow de fábrica, personalizado con la capa de personalización de Samsung TouchWiz y actualizable a Android 8.0 Oreo, tiene sensor de huellas dactilares y una cámara trasera de 12 MP con un F1.7 y una cámara frontal de 5 MP con un F1.7. Y una pantalla Super AMOLED de 5.1 pulgadas para la versión flat y 5.5 pulgadas para la versión Edge.
El dispositivo cuenta con una batería de 3000 mAh para la versión normal y 3600 mAh para la versión Edge.

### Injustice Edition
Samsung lanzó una versión del S7 Edge inspirado en el videojuego Injustice: Gods Among Us (Batman), el Samsung Galaxy S7 Edge Injustice Edition.

### Olympic Games Edition
Samsung lanzó una versión como conmemoración de los Juegos Olímpicos de Río 2016.
Es el s7 Edge en color negro (incluyendo el canto) con detalles de los colores de la bandera olímpica, contorno botón home y auricular para llamadas (amarillo), contorno de la cámara y flash (azul), botón de apagado y bloqueo de pantalla (rojo), controles de volumen (verde). Otros detalles distintivos son el logo de las olimpiadas impreso en azul en la parte trasera y el embalaje, debido a que en lugar de la caja esta versión del s7 venía empacado en una maletita de tela.

## Variantes

### Samsung Galaxy S7

#### Samsung Exynos 8890
- SM-G930F (Un solo SIM - internacional)
- SM-G930FD (Dual SIM internacional, Hongkong)
- SM-G930W8 (Canadá)
- SM-G930S (Corea del Sur SK Telecom)
- SM-G930K (Corea del Sur KT)
- SM-G930L (Corea del Sur LG U+)

#### Qualcomm Snapdragon 820
- SM-G9300 (Modelo China Open)
- SM-G930V (Verizon Wireless de EE. UU.)
- SM-G930A (AT&T de EE. UU.)
- SM-G930P (Sprint de EE. UU.)
- SM-G930T (T-Mobile de EE. UU.)
- SM-G930R4 (US Cellular)
- SM-G9308(China China)
- SM-G930U (Desbloqueado en EE. UU.)

### Samsung Galaxy S7 Edge

#### Samsung Exynos 8890
- SM-G935F (Un solo SIM - internacional, Vietnam)
- SM-G935FD (Dual SIM internacional)
- SM-G935W8 (Canadá)
- SM-G935S (Corea del Sur SK Telecom)
- SM-G935K (Corea del Sur KT)
- SM-G935L (Corea del Sur LG U+)

#### Qualcomm Snapdragon 820
- SM-G9350 (Modelo China Open, Hong Kong)
- SM-G935V (Verizon Wireless)
- SM-G935A (AT&T de EE. UU.)
- SM-G935P (Sprint de EE. UU.)
- SM-G935T (T-Mobile US de EE. UU.)
- SM-G935R4 (US Cellular)
- SM-G935D (NTT DoCoMo de Japón)
- SM-G935J (KDDI de Japón)
- SM-G935U (Desbloqueado en EE. UU.)